# Nowa Wieś (gromada w powiecie pruszkowskim)
Nowa Wieś (od 31 XII 1962 Otrębusy) – dawna gromada, czyli najmniejsza jednostka podziału terytorialnego Polskiej Rzeczypospolitej Ludowej w latach 1954–1972.
Gromady, z gromadzkimi radami narodowymi (GRN) jako organami władzy najniższego stopnia na wsi, funkcjonowały od reformy reorganizującej administrację wiejską przeprowadzonej jesienią 1954 do momentu ich zniesienia z dniem 1 stycznia 1973, tym samym wypierając organizację gminną w latach 1954–1972.
Gromadę Nowa Wieś z siedzibą GRN w Nowej Wsi utworzono – jako jedną z 8759 gromad na obszarze Polski – w powiecie pruszkowskim w woj. warszawskim, na mocy uchwały nr VI/10/15/54 WRN w Warszawie z dnia 5 października 1954. W skład jednostki weszły obszary dotychczasowych gromad Granica i Nowa Wieś oraz wieś Strzeniówka z dotychczasowej gromady Strzeniówka ze zniesionej gminy Helenów w tymże powiecie. Dla gromady ustalono 26 członków gromadzkiej rady narodowej.
31 grudnia 1961 do gromady Nowa Wieś włączono obszar zniesionej gromady Otrębusy w tymże powiecie.
31 grudnia 1962 gromadę Nowa Wieś zniesiono przez przeniesienie siedziby GRN z Nowej Wsi do Otrębusów i zmianę nazwy jednostki na gromada Otrębusy.